# Aleksandra Goryachkina
Aleksandra Yuryevna Goryachkina ( russo: Алекса́ндра Ю́рьевна Горя́чкина ; nascida em 28 de setembro de 1998) é uma enxadrista russa que detém o título de Grande Mestre (GM).  Ela é a mulher número 3 no ranking mundial pela classificação da FIDE, atrás apenas de Hou Yifan e Ju Wenjun.
Com uma classificação máxima de 2.611, ela também é a quarta mulher com melhor classificação na história do xadrez e a mulher russa com melhor classificação de todos os tempos. Goryachkina foi a desafiante na partida do Campeonato Mundial Feminino de xadrez de 2020, que perdeu no desempate rápido para Ju Wenjun. Ela também é três vezes campeã russa de xadrez feminino, o que conquistou em 2015, 2017 e 2020. Em agosto de 2023, ela venceu a Copa do Mundo Feminina da FIDE após derrotar Nurgyul Salimova.
Alguns dos melhores desempenhos de Goryachkina ocorreram na Liga Superior do Campeonato Russo aberto, onde ela marcou 5½/9 em 2018 e 2020 para classificações de desempenho de 2.713 e 2.656, e na Liga Superior do Campeonato Russo de Equipes, onde marcou 6/8 em 2019 para uma classificação de desempenho de 2.670. Ela também teve uma classificação de desempenho de 2.666 quando venceu o Torneio de Candidatas de 2019 com uma pontuação de 9½/14.

## Carreira
Goryachkina teve sucesso nos Campeonatos Mundiais Juvenis e Mundiais de Xadrez Júnior desde muito jovem, Ela ganhou cinco medalhas de ouro nos campeonatos femininos, uma de cada no nível juvenil sub-10 em 2008 no nível juvenil sub-14 em 2011 no nível juvenil sub-18 em 2012 e dois no nível júnior sub-20 em 2013 e 2014, aos 14 e 16 anos, respectivamente.
Nas Superfinais do Campeonato Russo de 2015, Goryachkina marcou 8/11 pontos, levando o título feminino por um ponto completo acima da segunda colocada. Dois anos depois, nas Superfinais do Campeonato Russo de 2017, Goryachkina venceu o evento mais uma vez, terminando em primeiro lugar junto com a WGM Natalia Pogonina. Goryachkina, venceu Pogonina por dois jogos a zero no playoff.
Goryachkina recebeu seu título de GM em fevereiro de 2018, tornando-se grande mestre aos 19 anos.

## Jogos de Destaque
Aleksandra Goryachkina vs Wenjun Ju - English Opening: Anglo-Indian Defense. Flohr-Mikenas-Carls Variation 